# Хайнрих X (Шварцбург-Бланкенбург)
Вижте пояснителната страница за други личности с името Хайнрих X.
Хайнрих X (VII) фон Шварцбург-Бланкенбург (на немски: Heinrich X (VII) von Schwarzburg-Blankenburg; * ок. 1298 в Тюрингия; † пр. 4 март 1338 в Арнщат) е от 1324 до 1338 г. граф на Шварцбург-Бланкенбург-Арнщат.
Той е син на граф Хайнрих VII (VI) фон Шварцбург-Бланкенбург († 11 ноември 1324) и първата му съпруга Христина фон Глайхен († сл. 18 септември 1296), дъщеря на граф Албрехт III фон Глайхен-Тонна († 1290) и Цецилия Есбернсдатер от Дания († сл. 1290).
Той е брат на Гюнтер XXI (1304 – 1349), граф на Шварцбург, римско-немски гегенкрал от 30 януари до 26 май 1349 г.

## Фамилия
Хайнрих X се жени пр. 9 септември 1331 г. за графиня Елизабет фон Ваймар-Орламюнде (* ок. 1300; † 1362), дъщеря на Ото IV фон Ваймар-Орламюнде († 1318) и Аделхайд фон Кефернбург († 1304/1305) или на Катарина фон Хесен (1286 – 1322). Двамата имат децата:
- Елизабет († сл. 1339), монахиня в Илм
- Хайнрих XII († ок. 1372/1373/1377), граф на Шварцбург-Арнщат (1336 – 71), в Бланкенбург 1352, в Шлотхайм, Рудолщат и Франкенхаузен 1340, женен на 24 февруари 1338 г. за графиня Агнес фон Хонщайн-Зондерсхаузен († 1382/1389)
- Юта (ок. 1328 – 1361), омъжена пр. 1354 г. за граф Албрехт I фон Мансфелд († 1361/1362)
- Гюнтер XXV (ок. 1331 – 1368), граф на Шварцбург-Рудолщат (1356 – 68), женен ок. 11 юни 1347 г. пр. 1353 г. за наследничката графиня Елизабет фон Хонщайн-Зондерсхаузен (ок. 1332 – ок. 1381)
- Хайнрих († сл. 1347)